# لميس بنت عمرو
لميس بنت عمرو بن حرام بن كعب الأنصارية صحابية جليلة، وهي من المبايعات مع أخواتها الشموس وهند وأم عمرو بنات عمرو بن حرام بن ثعلبة بن حرام بن كعب بن غنم بن كعب بن سلمة وأمهن هند بنت قيس.
قال ابن سعد في الطبقات: أسلمت لميس وبايعت رسول الله ﷺ، وتزوجها زيد بن يزيد بن جذام بن سبيع.
لميس بنت عَمرو بن حَرَام بن ثعلبة بن حَرَام بن كعب بن غَنْم بن كعب بن سَلِمَة.